# Parti rákásztyúk
A parti rákásztyúk (Esacus magnirostris) a madarak osztályának lilealakúak (Charadriiformes) rendjébe, ezen belül az ugartyúkfélék (Burhinidae) családjába tartozó faj.

## Rendszerezése
A fajt Louis Pierre Vieillot francia ornitológus írta le 1818-ban, az Oedicnemus nembe Oedicnemus magnirostris néven. Egyes szervezetek a Burhinus nembe sorolják Burhinus magnirostris néven.

## Előfordulása
Délkelet-Ázsiában, Melanéziában és Ausztrália területén honos. A természetes élőhelye sziklás tengerpartok, sós lagúnák és mocsarak. Állandó nem vonuló faj.

## Megjelenése
Testhossza 51-57 centiméter, a hím testtömege 870-1130 gramm, a tojóé 980-1020 gramm. Fekete fején fehér szemsávja, szürke szárnyán két fehér szárnycsíkja van.

## Életmód
Főleg rákokkal táplálkozik.

## Szaporodása
Rejtett helyen mélyedést kapar, ide rakja tojásait.

## Természetvédelmi helyzete
Az elterjedési területe rendkívül nagy, egyedszáma viszont kicsi és csökkenő. A Természetvédelmi Világszövetség Vörös listáján mérsékelten fenyegetett fajként szerepel.